# Transition vers une mobilité durable
La transition vers une mobilité durable prend différentes voies et revêt différentes formes selon les pays. Il peut s'agir de conversion du trafic et de la mobilité vers des sources d'énergie durables, vers l'utilisation des mobilités actives et la mise en réseau des différentes formes de transport individuel et des transports publics locaux. Elle comporte également un changement culturel, le détournement des flux financiers, sans oublier le transport de marchandises.

## Motivations

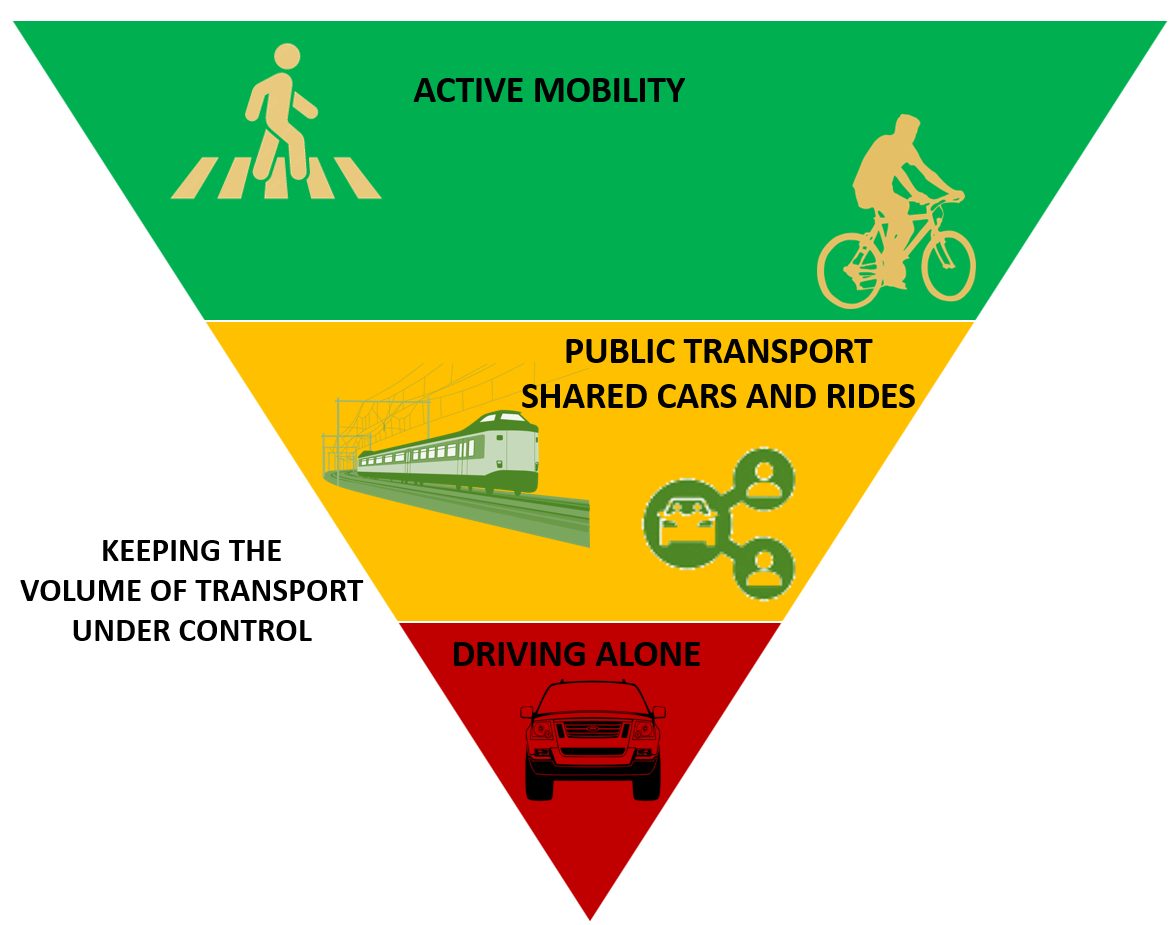
Pyramide inversée de la mobilité, proposée par le projet européen Share North,.

La motivation principale de la transition est la réduction des dommages environnementaux causés par la circulation. Un objectif important est la réduction des émissions de CO2. Pour atteindre l'objectif convenu dans la Convention de Paris de limiter le réchauffement de la planète à un niveau nettement inférieur à +2 °C, la combustion des produits pétroliers doit être arrêtée d'ici 2040 environ.
Les mesures retenues s'inspirent de la décarbonation des transports et plus généralement de l'écologie des transports. Le report modal et l'intermodalité jouent un rôle important. En particulier, l'amélioration de l'accès au premier et au dernier kilomètre peut réduire la dépendance à la voiture.
Le chercheur en transports Aurélien Bigo propose une hiérarchie des modes de transport selon leur durabilité, qu'il fait commencer par la marche, suivie du vélo, des transports en commun ferroviaires puis routiers, des voitures partagées, puis individuelles, et de l’avion. Cette hiérarchie correspond à celle de la pyramide inversée de la mobilité proposée par le projet européen Share North, qui promeut la mobilité partagée dans la région de la mer du Nord.

### Embouteillages et dégradation de la qualité de vie

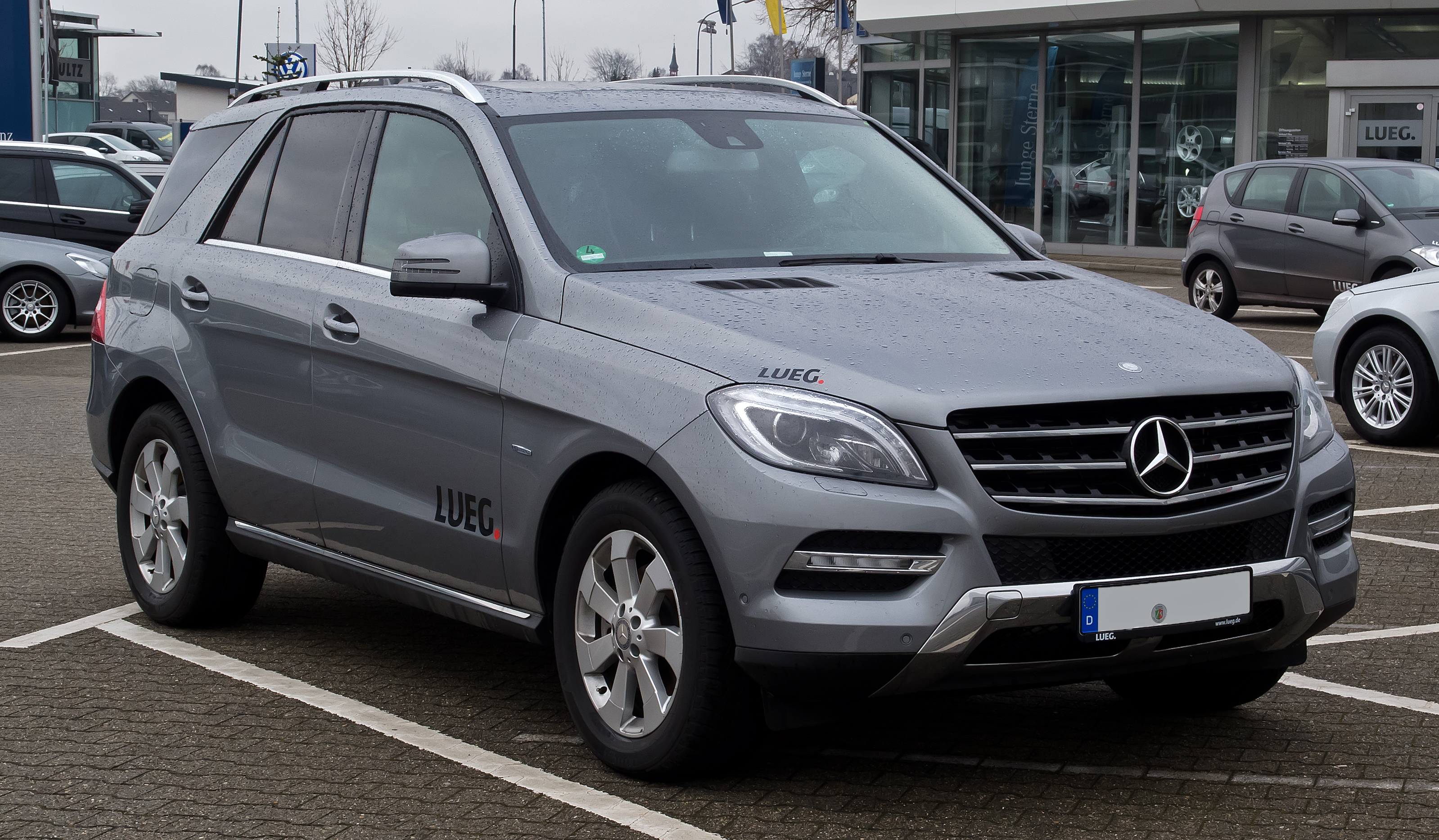
SUV, pourtant adapté aux routes peu carrossables, dans la ville, comme symbole de statut.

L'immobilisation croissante dans les embouteillages est un autre facteur qui explique la transition. La politique classique des transports repose généralement sur l'expansion des routes pour résoudre le problème de la congestion. Là encore, deux facteurs mondiaux importants sont à l'origine de l'augmentation de la congestion : Au cours de l'urbanisation, de plus en plus de gens s'installent dans les villes et, à mesure que la prospérité augmente, on achète de plus en plus d'automobiles (également comme symboles de statut). On peut supposer que l’extension des transports publics et non motorisés jouera à nouveau un rôle plus important à l'avenir. Outre les organisations de défense de l'environnement, l'Association des villes allemandes (en), et le maire de Münster, Markus Lewe, font campagne pour une réorientation de la circulation urbaine en juin 2018.

## Union européenne
Les transports constituent le plus grand défi climatique de l'Union européenne : ils sont à la fois le secteur le plus émetteur en CO2 et celui dont la décarbonation tarde le plus à se concrétiser,.
Une densité de population élevée, comme c'est le cas dans l'Union européenne, peut favoriser l'utilisation de modes de transport plus durables. Selon Vincent Viguié, chercheur au Centre international de recherche sur l'environnement et le développement, il est plus difficile d'avoir un mode de vie à faible empreinte environnementale à la campagne qu'en ville,. Toutefois, des expériences pour développer les transports en commun en milieu rural ont été menées avec succès en Autriche et en Italie.

### Allemagne
Cette transition est connue en Allemagne sous le vocable de  « Verkehrswende » (à l'instar de la transition énergétique, appelée « Energiewende »). L'écologie des transports est une discipline apparue en Allemagne (à Dresde et à Karlsruhe), qui a donné lieu au concept Avoid-Shift-Improve.

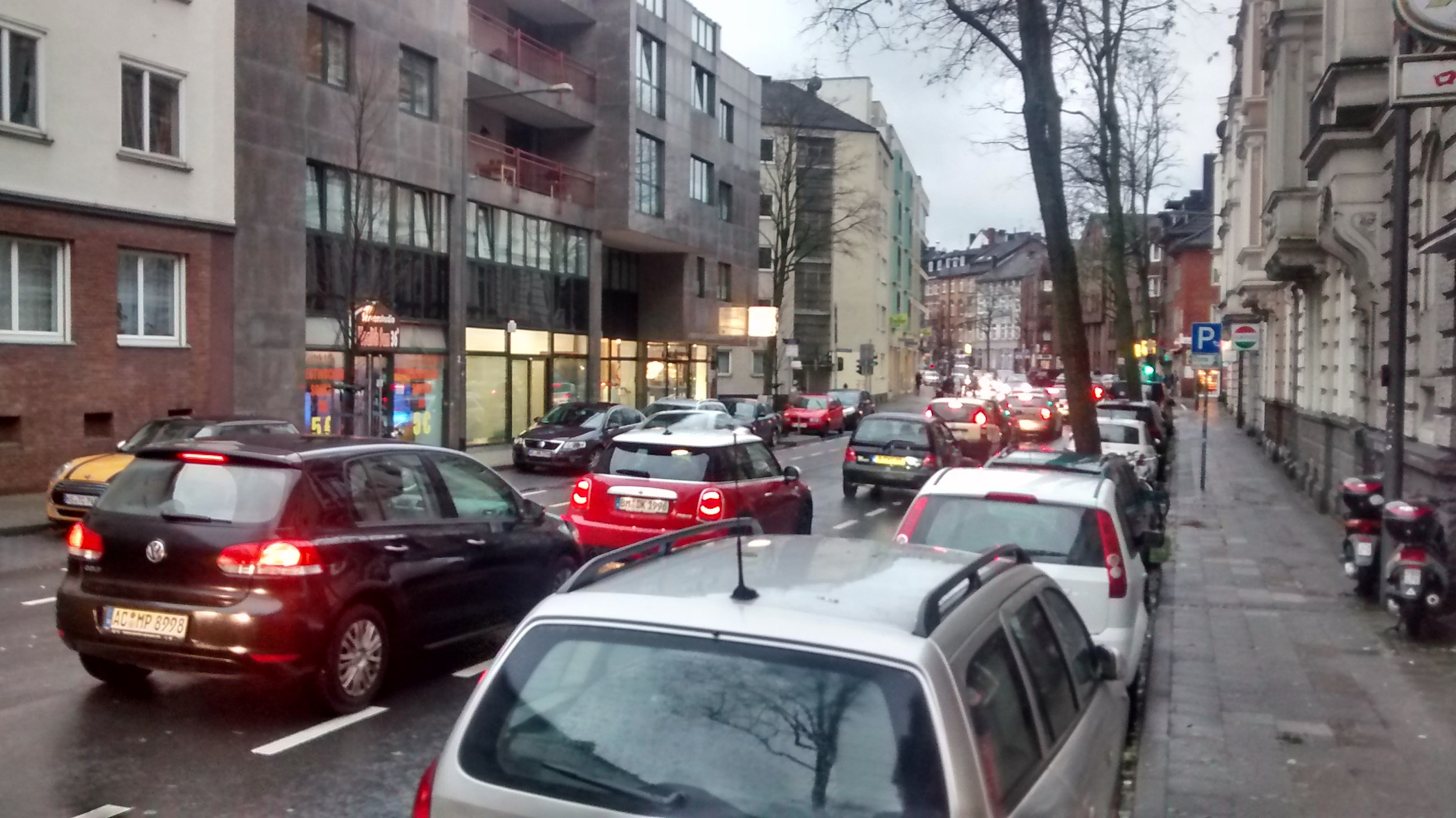
Mobilité urbaine classique à l'exemple de Aix-la-Chapelle: les autos dans le domaine public imprègnent de leur marque les rues.

Selon une thèse du think tank Agora Verkehrswende, l'objectif de la transition en Allemagne est d'assurer la neutralité climatique du trafic d'ici 2050. Elle doit reposer sur deux piliers :
1. « transition vers une mobilité durable »: L'objectif est de réaliser d'importantes économies d'énergie. La transition de mobilité devrait entraîner un changement qualitatif des comportements en matière de mobilité, en particulier l'évitement et la délocalisation du trafic. L'objectif est de parvenir à une conception efficace des systèmes de transport sans restreindre la mobilité.
2. « transition énergétique » dans les transports allemands : afin de décarboniser les transports, il est jugé nécessaire de convertir l'approvisionnement énergétique des transports en énergies renouvelables[6],[15].

La transition nécessite également un changement de culture et en particulier une réévaluation de la route. Actuellement, son objectif premier est de diriger la circulation automobile dans la ville avec le moins de perturbation possible. À l'avenir, il faut remplacer la domination de l'automobile par l'égalité des droits pour les modes de déplacement.

#### Mobilités des personnes

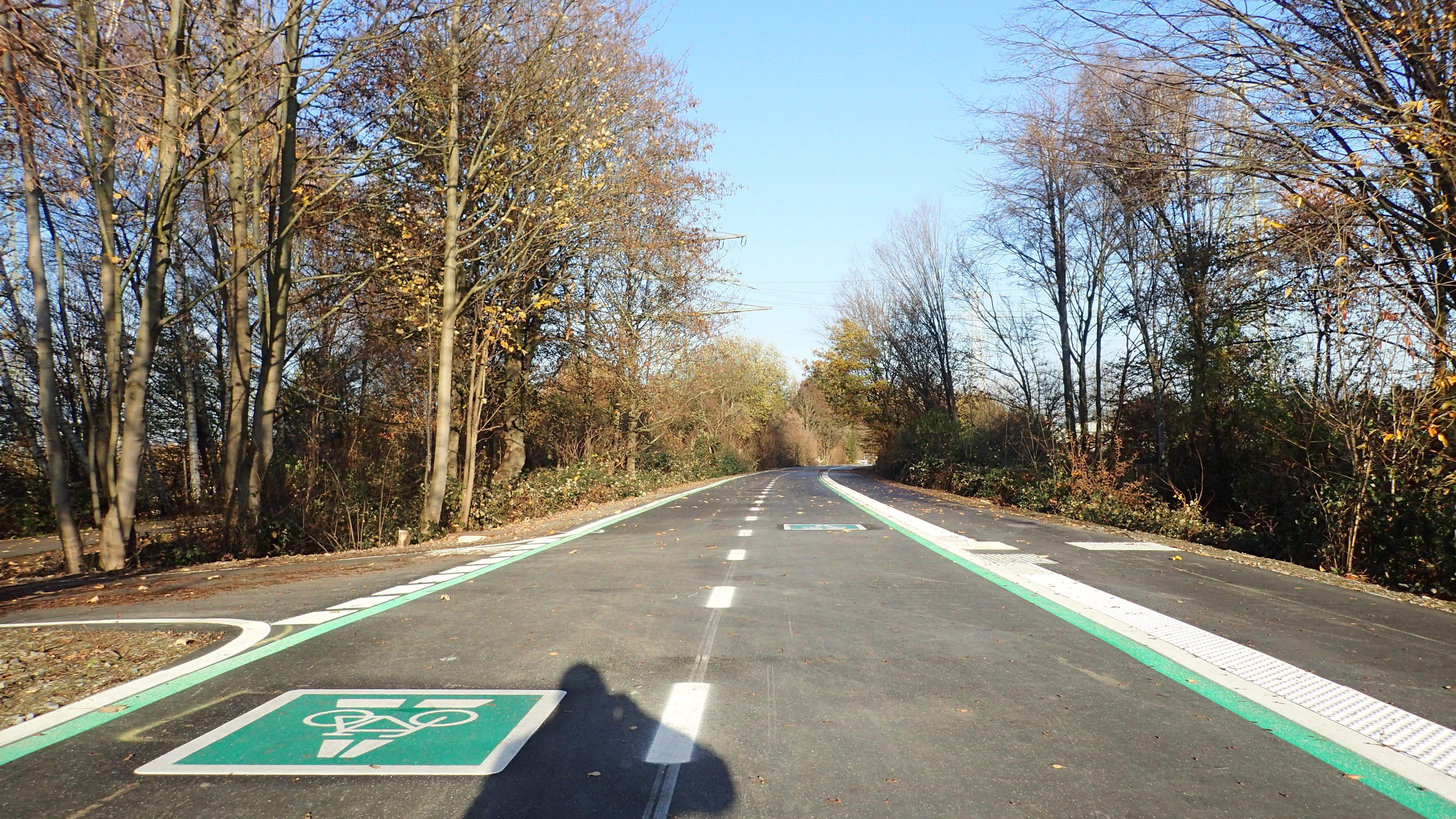
Piste cyclable rapide (RS1 Radschnellweg Ruhr) à travers la région métropolitaine Rhin-Ruhr en Allemagne.

Dans l'accord de coalition entre l'Alliance 90/Les Verts, le Parti social-démocrate et le Parti libéral-démocrate, les parties expriment leur vision de la mobilité de la façon suivante : « Nous voulons permettre une mobilité durable, sans barrière, innovante, adaptée à la vie quotidienne et abordable pour tous. La mobilité fait partie des services d'intérêt général et constitue les prémices de l'égalité des conditions de vie en ville et à la campagne ».
Le lancement d'un forfait mensuel pour le transport public valable dans toute l'Allemagne, le D-Ticket, dès le 1er mai 2023 est considéré comme élément constitutif vers le démarrage du « Verkehrswende ».
L'introduction d'une limitation de vitesse aurait également un impact sur les émissions de CO2 (voir Réglementation de la circulation routière en Allemagne). L'Allemagne doit réduire son addiction à la voiture : « de plus en plus d'experts en transport, d'entrepreneurs et d'écologistes allemands affirment que la solution pour rendre le secteur des transports du pays plus écologique doit aller au-delà du remplacement des voitures à essence par des voitures électriques ». Dans ces conditions, l'absence systématique de limitation de vitesse sur autoroute paraît « [absurde] en France et à raison ». Incidemment, la réduction de vitesse sur autoroutes et routes en Allemagne conduirait à un report modal vers le rail, d'autant plus prononcé que la réduction de vitesse serait importante.
En novembre 2019, la Fondation Heinrich Böll et le Verkehrsclub Deutschland (de) publient une étude conjointe . Ce dernier en dévoile un résumé illustré (voir aussi Ville compacte, Nouveau piétonnisme et Habiter sans voiture (de)). La Deutsche Bahn avait aussi lancé une campagne de publicité remarquée Spar Dir den Flug (« Économise ton billet d'avion ») qui mettait en vis-à-vis la boucle de la Sarre (en) et Horseshoe Bend.

#### Mobilité des marchandises
Bien que l'Union européenne et ses États membres apportent un soutien financier important au transport combiné dans certains cas, seuls les poids lourds sont en progression, tandis que le transport maritime et ferroviaire stagnent ou enregistrent une baisse.
Selon les données de l'Agence fédérale de l'environnement (en), un camion émet en moyenne 101 grammes de dioxyde de carbone par tonne-kilomètre (g/tkm) en 2014 afin de couvrir ses besoins énergétiques liés au transport. Un train de marchandises émet 24 g/tkm et un bateau de navigation intérieure 31 g/tkm. Cela rend les deux modes de transport beaucoup plus efficaces sur le plan énergétique. Avec l'augmentation de la containerization, le transfert modal est plus facile à gérer ; dans le transport multimodal ou combiné, le camion ne doit parcourir que le dernier mile entre le port ou le terminal ferroviaire et le client.

### Autriche

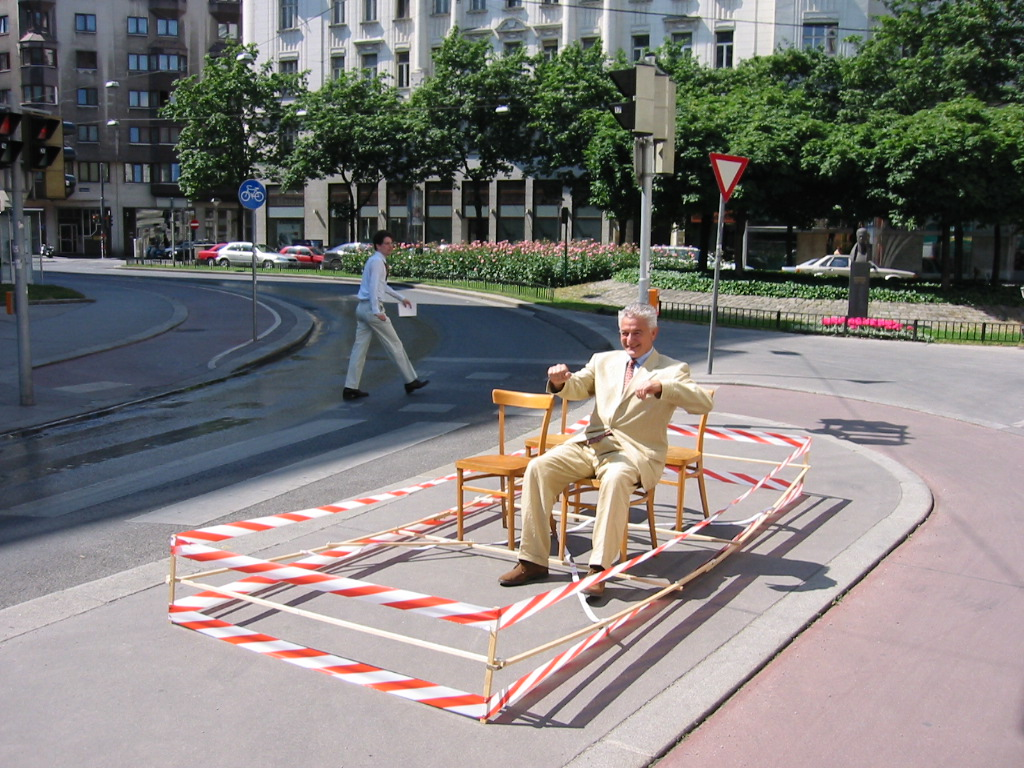
L'urbaniste autrichien a critiqué la ville adaptée à l’automobile il y a des décennies. Avec son « équipement pour la marche », il caricature les énormes besoins en espace de la circulation individuelle motorisée.

La critique de la « société automobile » n'est cependant pas nouvelle. Dès 1975, l'urbaniste spécialisé dans la circulation, Hermann Knoflacher (en), voulait promouvoir le vélo à Vienne. Il a caricaturé les besoins d'espace des automobiles avec un « équipement pour la marche » de son invention,.

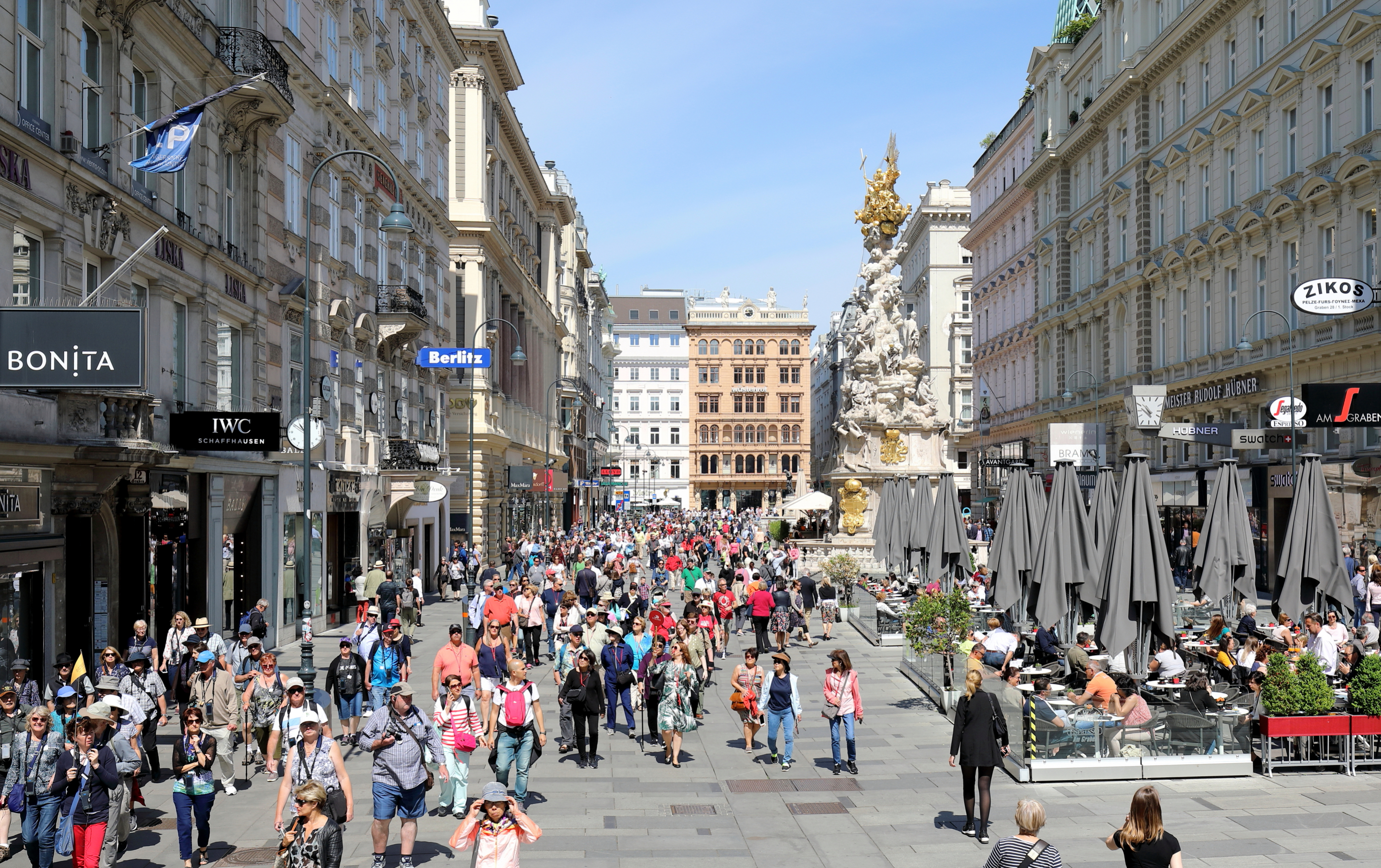
Les zones piétonnes du Graben à Vienne, mises en place dès 1971, rendent la ville attractive.

Vienne se transforme résolument en une ville qui restructure l'espace public et favorise les transports en commun. C'est ainsi que l'urbaniste viennois Hermann Knoflacher peut affirmer : « l'argent vient à pied ou à vélo ». Selon lui, l'utilisation économique de l'espace comme places de parking est inefficace. Une rue sans voitures augmente le chiffre d'affaires de la gastronomie, des magasins de vêtements et des commerçants. De nouveaux emplois seraient ainsi créés.
L'attractivité des transports publics peut être contrôlée de manière ciblée en baissant le prix d'un abonnement annuel. À Vienne, l'abonnement permet de prendre les transports en commun pour un euro par jour. Entre 2012 et 2018, le nombre de détenteurs de cartes annuelles est passé de 373 000 à 780 000.
Des expériences pour développer les transports en commun en milieu rural ont été menées avec succès par la compagnie Landbus Bregenzerwald (de) dans la région de Bregenz.

### Belgique
Le concept de pyramide inversée de la mobilité est apparu en Belgique néerlandophone.
La ville de Gand en région flamande a été divisée en différents secteurs présentant une perméabilité cycliste (a fortiori marchable), mais infranchissables par les voitures, qui doivent emprunter une rocade pour passer d'une zone à l'autre,,. Il s'agit de développer les mobilités actives.

### Espagne
La communauté autonome de Madrid a mis en place un découpage par zone en fonction des autoroutes radiales de la ville (comme à Dourdan,). Les lignes d'autocar empruntent les autoroutes et viennent rejoindre des pôles d'échanges multimodaux. Ainsi, en matière de partage modal, l'agglomération madrilène occupe la 1e place parmi 25 villes européennes.
Barcelone a mis en place des superblocks dans le but de réduire la circulation automobile,.

### France
Selon un rapport gouvernemental de 2022, la « neutralité carbone complète ne peut être atteinte qu’en associant une plus grande sobriété d’usage aux progrès technologiques : mobilités actives, covoiturage, mutualisation et massification, réduction du nombre et de la longueur des parcours, report modal et développement de la qualité de service et de la fréquentation des transports collectifs, etc. ».
Selon un vote organisé par France 2 en 2019, 84 % des téléspectateurs français se disent prêts à renoncer à la voiture pour les trajets inférieurs à 3 km, tandis que 58 % se disent prêts à renoncer à l'avion pendant un an.
À partir du 1er mars 2022, les publicités pour les véhicules à moteur devront inclure un message en faveur de la mobilité active, de la mobilité partagée (autopartage ou covoiturage) ou des transports en commun : « Pensez à covoiturer », « Pour les trajets courts, privilégiez la marche ou le vélo » ou « Au quotidien, prenez les transports en commun »,. Des sanctions seront applicables à partir du 1er juin 2022 en cas de non respect de cette obligation.
Selon l'Agence de l'environnement et de la maîtrise de l'énergie, une voiture en autopartage « remplace cinq à huit voitures personnelles, supprime entre 10 000 et 19 000 km en voitures personnelles par an, et libère 0,9 à 3 places de stationnement ».

#### Volume de transport
Le Conseil d'orientation des infrastructures envisage une « stabilisation globale ou au plus une croissance modérée des circulations ». Le ministère de l'écologie élabore un schéma national d'infrastructures de transport. In fine, la stratégie nationale bas carbone constitue une sorte de « feuille de route ». Cette dernière mise sur une « demande de mobilité croissante mais découplée de la croissance économique par rapport à la tendance actuelle ». En 2022, le Conseil d'orientation des infrastructures envisage quant à lui une « stabilisation globale ou au plus une croissance modérée des circulations ».
Les scénarios « sobres » — Ademe S1 et S2, nW et Shift Project — misent sur l'aménagement du territoire et sur le développement du télétravail. Selon le Centre d'études et d'expertise sur les risques, l'environnement, la mobilité et l'aménagement (CEREMA), la construction de voies rapides entre villes entraîne une augmentation des distances et des vitesses, ce qui conduit à une hausse des consommations d'énergie. Les contournements routiers, indispensables pour certaines petites communes, engendrent néanmoins un trafic induit autour des grandes agglomérations. L'Autorité environnementale fait le constat que les projets d’infrastructures routières n'intègrent « presque jamais » les trafics induits et les reports modaux. Pour le Haut Conseil pour le climat, la « maîtrise » de la demande en mobilité est insuffisante, aussi préconise-t-il un moratoire sur les projets routiers existants.
En 2023, les collectifs opposés aux nouveaux projets d'infrastructures routières et autoroutières se constituent en coalition nationale,, la « déroute des routes ». De nombreuses autres associations se joignent à eux pour demander un moratoire sur les projets routiers,,, de même que des chercheurs,. Ces associations bénéficient de l'aide juridique de France Nature Environnement. D'autres demandent une meilleure application de la Convention d'Aarhus — la promesse de « décisions fortes » en matière de sélection de projets routiers et autoroutiers à poursuivre ou non ne s'est pas concrétisée. Le sunk cost fallacy (« biais cognitif des coûts irrécupérables ») est à l’œuvre dès lors que les travaux de grandes infrastructures ont déjà débuté,. En revanche, pour nombre d'élus locaux, le désenclavement des territoires ruraux rend tout moratoire sur les projets routiers inenvisageable.
Les scénarios « sobres » invitent à une réduction de la distance des trajets très lointains, aujourd’hui effectués en avion. Le Shift Project propose de plus une réduction de la fréquence de ces trajets, au profit de voyages de plus longue durée, quitte à offrir aux entreprises la possibilité d’aménager des congés plus longs afin de favoriser le « voyage d’une vie ». L'aviation imputable à la France couvre en 2025 40 % de la mobilité à longue distance (et 20 % de la mobilité totale en France) en matière de volume de transport. Selon presque tous les scénarios, les carburants liquides décarbonés (biocarburants, e-carburants), insuffisamment disponibles, ne remplaceront que très partiellement les combustibles fossiles dans le domaine de l'aviation en 2050, où une part importante de kérosène fossile persistera. Les scénarios « techniques » — Ademe S3 et S4 — voient le volume de transport aérien s'envoler, tandis que les scénarios « sobres » parviennent à une baisse de la demande de transport aérien d’ici 2050 allant jusqu’à une division par plus de deux des passagers-kilomètres dans le scénario Ademe S1. L’interdiction des vols domestiques court-courriers en cas d’alternative par le train en moins de 2h30 s'applique depuis 2023.

#### Électrification

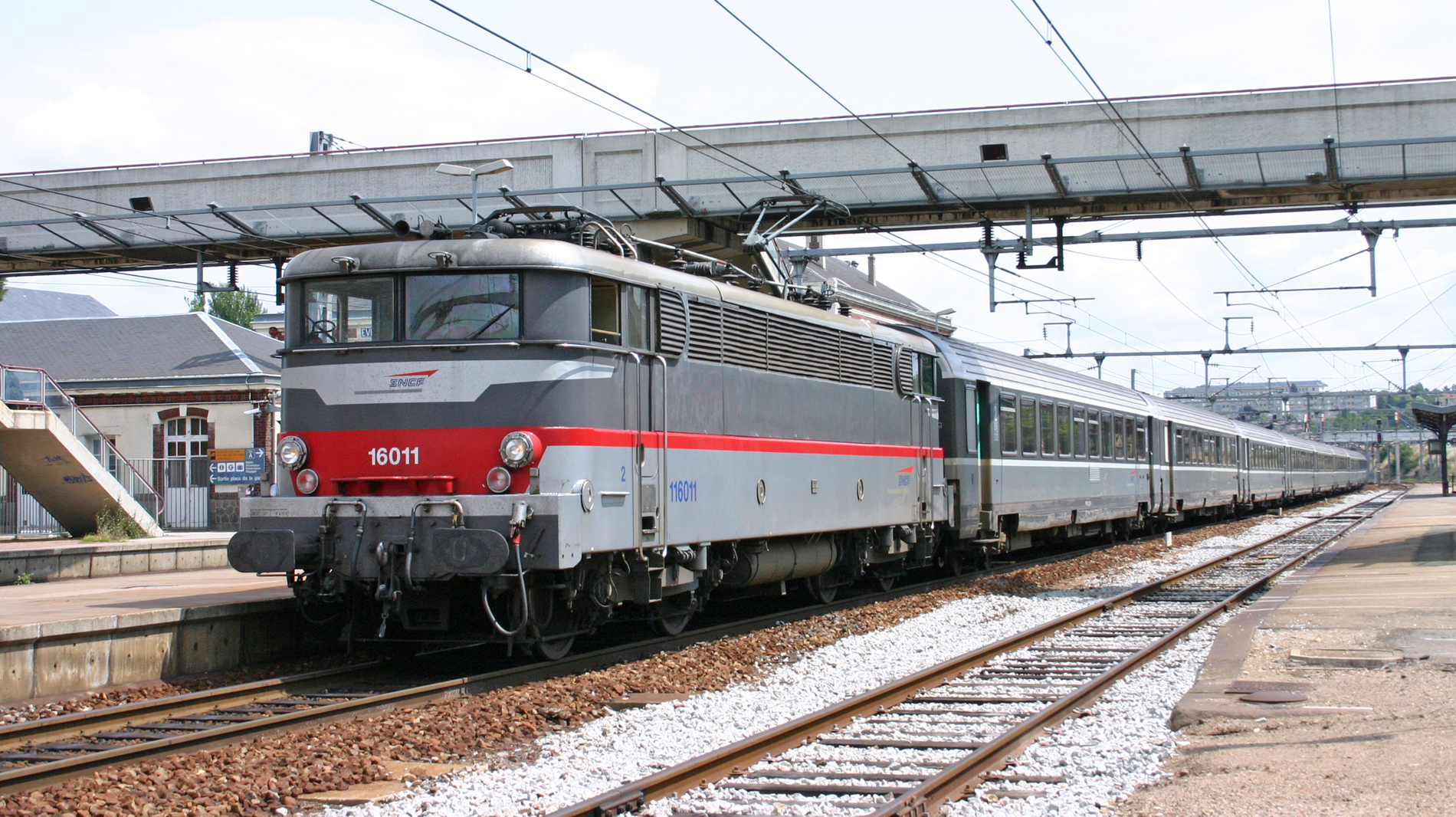
Locomotive électrique en gare d'Évreux-Normandie en 2010.

Même si le ministère des Transports reste responsable des transports, il doit composer avec le ministère délégué à l’Énergie, chargé de décarbonation et d'électrification des transports routiers. Le haut-commissaire au plan, François Bayrou, estime en mars 2021 que l'électrification de la mobilité et du chauffage domestique entraînera une augmentation de la consommation française d’électricité de 35 %.
En dépit de l'engagement financier de l'État en faveur de la voiture électrique, la disette budgétaire de 2024 change la donne. L'aide allouée à l’électrification des véhicules en 2025 diminue de plus d’un milliard d’euros par rapport à 2024, en passant d’un montant de 1,8 milliard l’année dernière à 700 millions d’euros. Par ailleurs, les députés refusent l'interdiction des voitures thermiques à partir de 2035.
L’électricité, aujourd'hui marginale dans l’énergie dans les transports, est appelée à se développer fortement, en relation avec le volume de transport. La consommation globale d’électricité est encore entachée d'une incertitude significative qui dépend du taux d'électrification des camions. L’électrification directe de l’avion de ligne ne sera pas mûre à horizon 2050. Elle n’est d'ailleurs envisagée par aucun scénario énergétique. La consommation électrique des transports devrait logiquement augmenter très fortement selon tous les scénarios. D’environ 13 TWh aujourd’hui, elle atteindrait entre 50 TWh (Ademe S1) et 180 TWh (Ademe S4) par an en 2050, en passant par 80 à 120 TWh par an selon RTE.

#### Typologie géographique

##### Métropoles

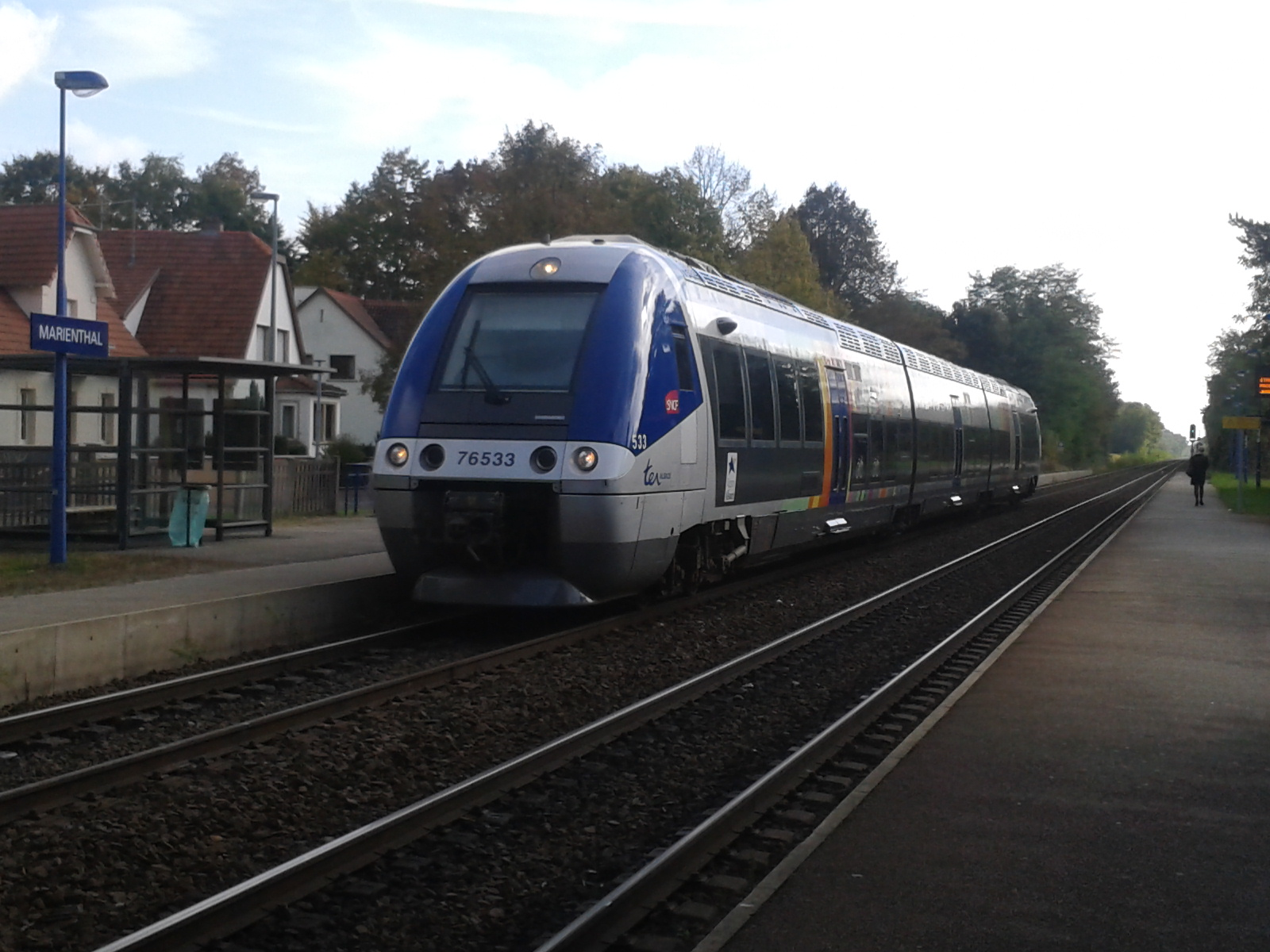
Service express régional métropolitain strasbourgeois à Haguenau (gare de Marienthal).

Autour des métropoles commencent à se mettre en place des services express régionaux métropolitains. Pour le Haut Conseil pour le climat, ils traduisent un changement de paradigme prometteur, grâce à une offre intermodale autorisant un bon chaînage des déplacements ainsi qu'à une billettique et à une information des voyageurs intégrées,.
Les services d'autocar ont été mis en place à Dourdan,. À Strasbourg, une station multimodale sur l'autoroute A351 permet de passer de l'autocar au tramway.

##### Zones de moyenne à faible densité de population

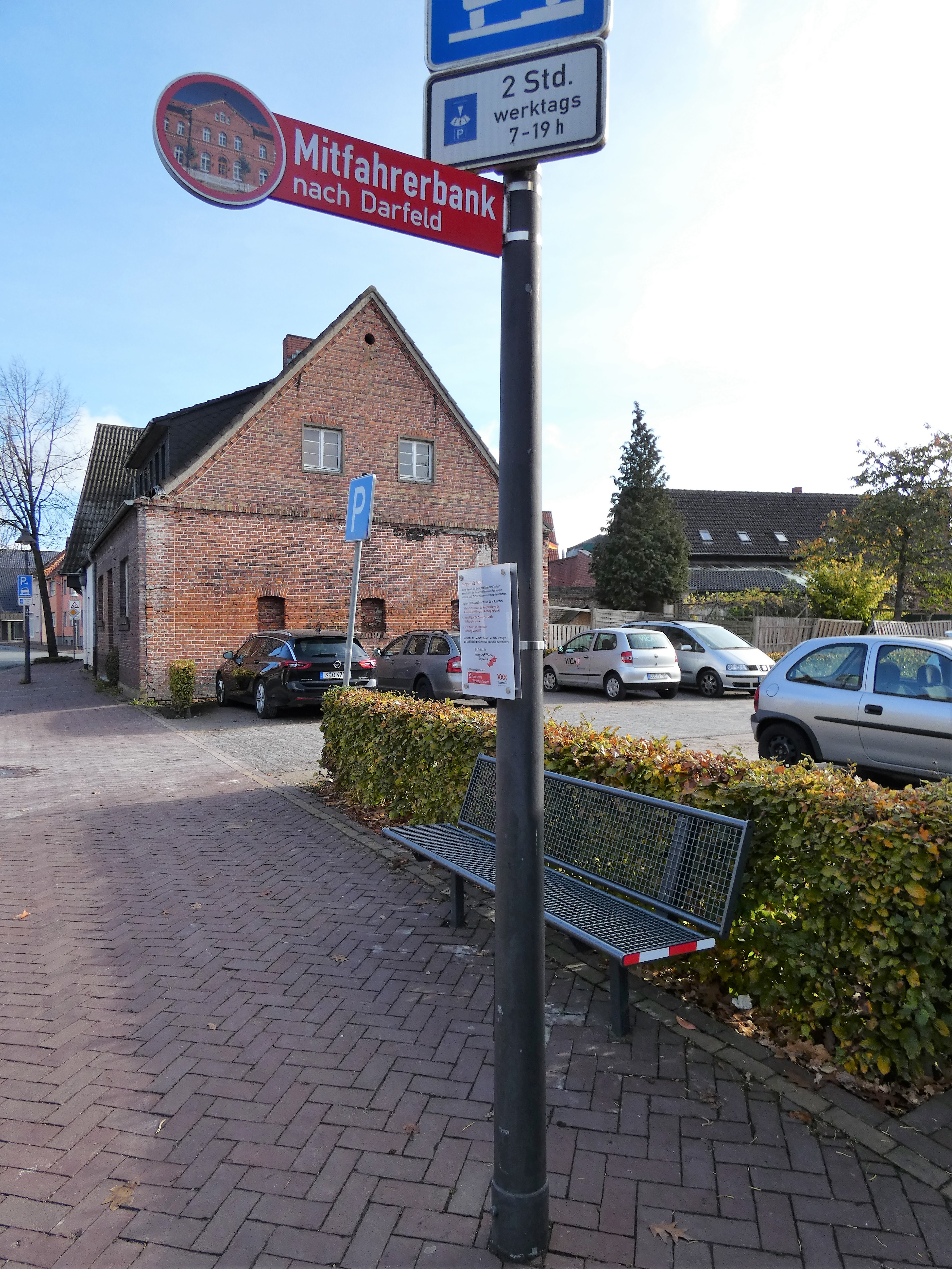
Banc à covoiturage à Rosendahl-Osterwick.

Selon un rapport sénatorial de 2021 relatif aux zones de moyenne à faible densité, « la voiture est utilisée dans plus de 80 % des transports du quotidien, c'est pourquoi il convient de socialiser pour partie sa pratique en partageant sous différents modes son usage, qu'il s'agisse de transports à la demande, d'autopartage ou de la promesse des nouvelles pratiques du covoiturage [à] courte distance dynamisées par le numérique » (voir Volume de transport en France : Mobilité à courte distance). Le rapport mentionne les enjeux de décarbonation, mais aussi ceux sociaux : « tous ceux qui ne disposent pas de voiture ou de permis de conduire courent le risque de devenir des assignés territoriaux »,. « En promouvant ces solutions, il s'agit de mieux organiser dans une logique intermodale le rabattement vers les modes lourds que sont le ferroviaire et les services de cars réguliers. Il convient de renforcer les services et d'améliorer l'offre, notamment par un meilleur cadencement. »
Pour le Gouvernement, le covoiturage constitue un « levier essentiel face aux enjeux de sobriété énergétique et de réduction des émissions de [CO2] »,. Même dans les scénarios « sobres » — Ademe S1 et S2, nW et Shift Project, qui voient et la part modale du train et celle des autobus et autocars presque doubler, la voiture assure encore au moins la moitié du volume de transport en 2050. Dans ces conditions, il convient d'augmenter le taux d'occupation au travers du covoiturage, taux qui stagne actuellement à 1,6. Les scénarios proposent avant tout des mesures pour développer le covoiturage à courte distance dans les zones de moyenne à faible densité de population. C'est ainsi que l'association négaWatt envisage le développement de lignes de covoiturage,. Elles autoriseraient une vaste offre de mobilité,.

#### Marchandises, fret
La stratégie nationale bas carbone entend soutenir l’« économie circulaire et les circuits courts de manière à parvenir à un découplage entre croissance du trafic de fret et PIB ». Alors qu'avec l'avènement des circuits courts, une forte baisse du transport des marchandises agricoles devrait se dessiner, on observe une emprise du transport routier toujours plus élevée dans le monde agroalimentaire,.
Les autoroutes ferroviaires ont un rôle à jouer. Le fret ferroviaire non électrifié représente « fois moins d’émissions de CO2 que les camions » et son équivalent électrifié « trente fois moins ».

### Pays-Bas
C'est aux Pays-Bas que les buurtbus, service de transport local à la demande généralement issu d'une initiative citoyenne pour combler les lacunes des transports publics locaux, sont apparus, pour s'étendre ensuite à l'Allemagne voisine.
La ville néerlandaise de Groningue, qui est restée dense pour des raisons historiques, a pu très fortement limiter l'usage de la voiture au profit du vélo.

## Brésil

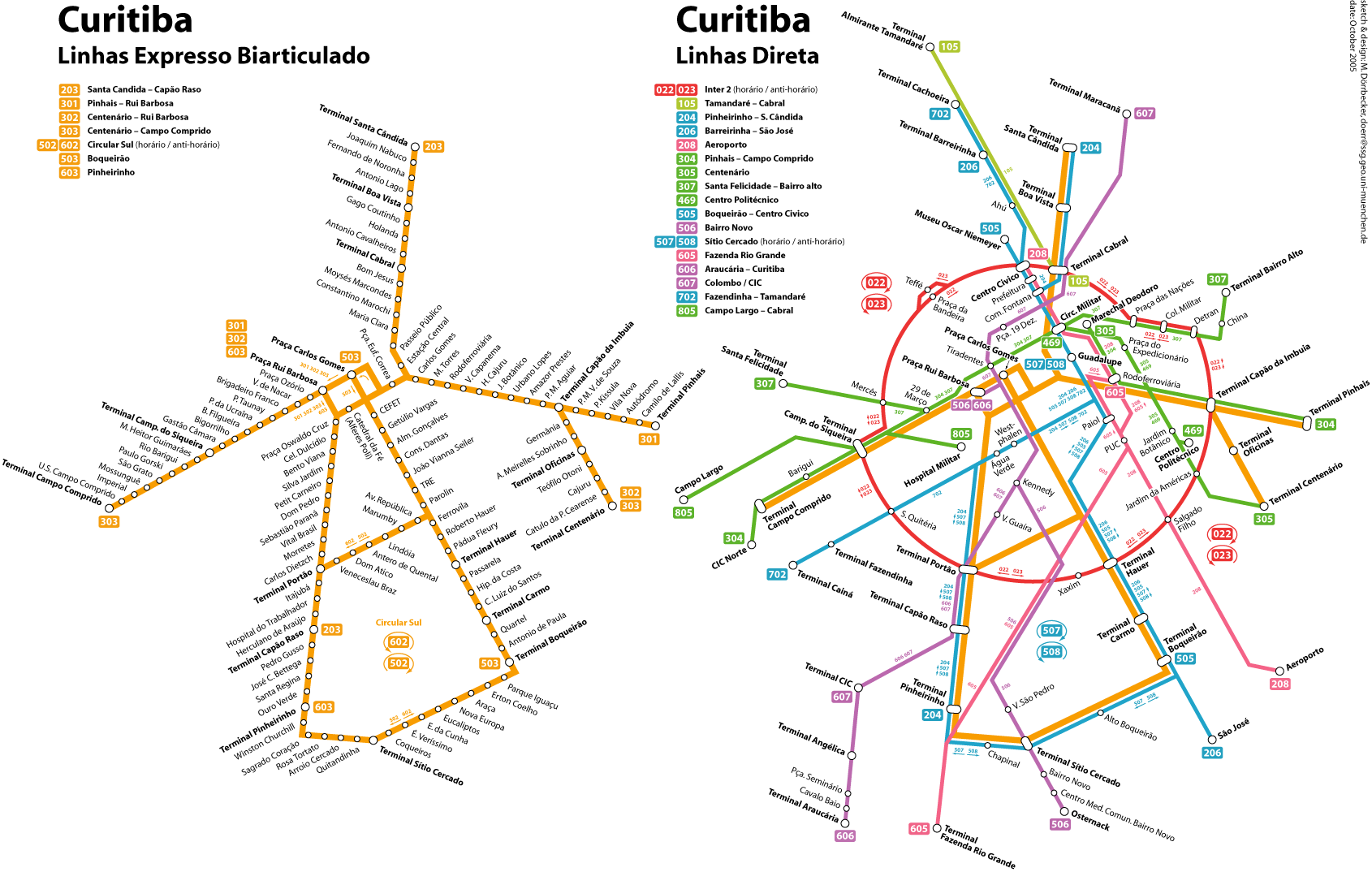
Curitiba présente un Rede Integrada de Transporte composé de lignes radiales et circulaires qui se croisent.

Curitiba, capitale du Paraná, est connue pour être précurseur en matière de Bus Rapid Transit.

## Canada
Un projet de réseau express métropolitain doit voir le jour à Montréal (Canada) en 2022.

## Chine
En Chine en particulier, le passage des moteurs à combustion interne à l'e-mobilité s'accélère pour des raisons de santé (pour éviter le smog) afin de lutter contre la pollution atmosphérique massive dans les villes.

## Royaume-Uni de Grande-Bretagne et d'Irlande du Nord
En 2021, le pays de Galles annonce qu'il renonce à construire de nouvelles routes pour contribuer à la réduction des émissions de gaz à effet de serre.

## Suisse

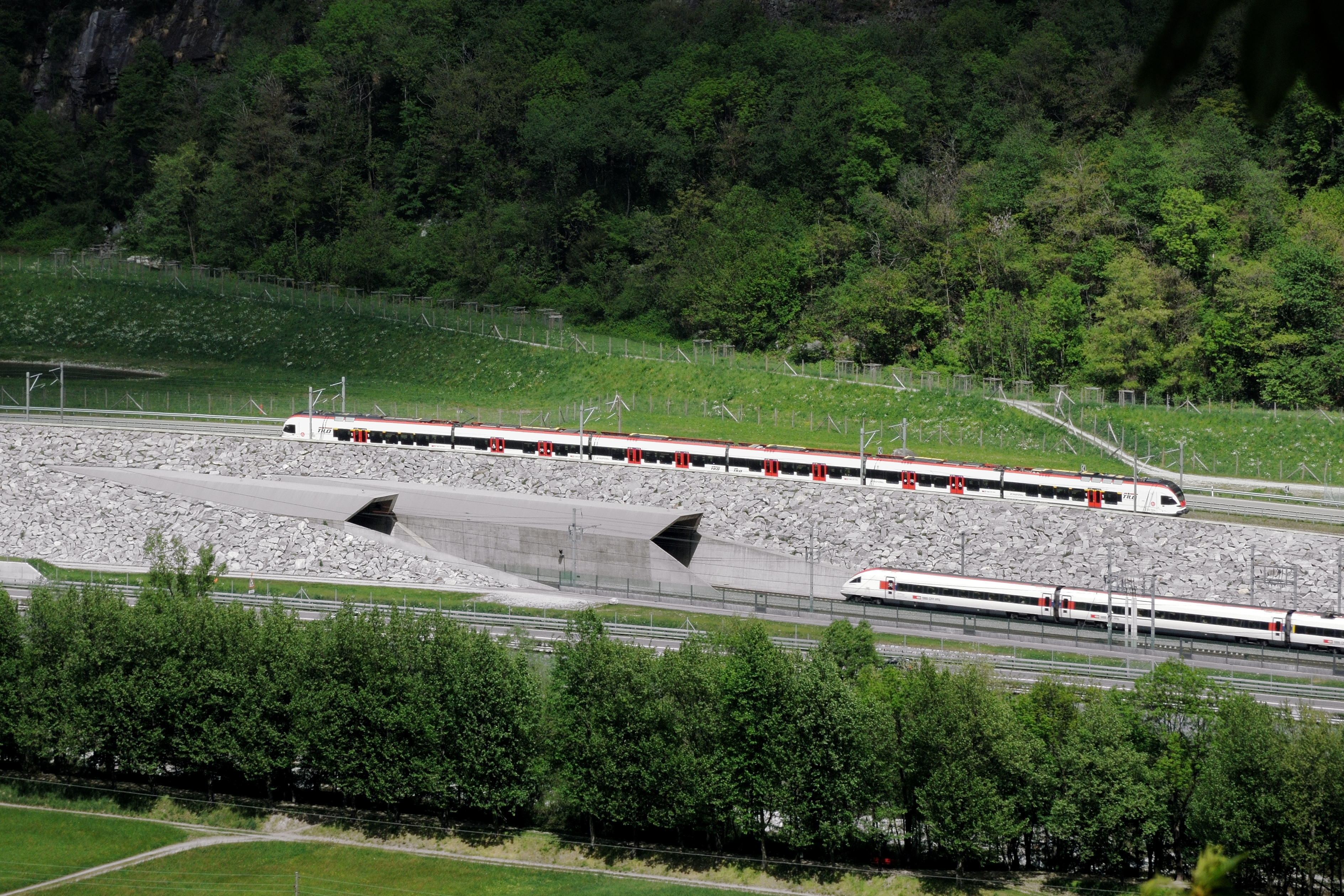
Le portail sud du tunnel de base du Saint-Gothard.

En 2024, par un référendum facultatif, la population suisse rejette un projet d'élargissement des autoroutes voulu par le gouvernement,.
Les nouvelles lignes ferroviaires à travers les Alpes (NEAT selon l'acronyme allemand) contribuent à l'essor du ferroutage dans le pays.